# Enicospilus ahngeri
Enicospilus ahngeri är en stekelart som först beskrevs av Kokujev 1907.  Enicospilus ahngeri ingår i släktet Enicospilus och familjen brokparasitsteklar. Inga underarter finns listade i Catalogue of Life.